# 센티멘탈 러브
《센티멘탈 러브》(Sentimental Love)는 잼버거에서 휴대전화용으로 제작한 1인칭 연애 시뮬레이션 게임이다. 주인공이 여자들과 지정된 선택지에 따라 행동을 하다가 막판에 사랑고백을 하는 방식인데, 어떤 선택을 했느냐에 따라 주인공의 상대 여자가 고백을 받아들일 수도 있고 거절할 수도 있다. 비주얼 노벨의 형식으로 되어 있으며, 흐름이 복잡하게 얽혀 있지 않기 때문에 가볍게 즐길 수 있다. 참고로, 플러스 버전은 오리지널 버전과 함께 묶여 있다.

## 시놉시스
3년 전 주인공은 다혜를 짝사랑하고 있었지만 제대로 고백을 하지 못 하고 있다가 결국 다혜가 미국으로 건너가는 것을 지켜 볼 수밖에 없었다. 그 후 현재, 주인공이 아직도 다혜를 잊지 못하고 있는 것을 보다 못한 죽마고우 하늘이 주인공에게 헌팅을 제안하는데….

## 등장인물
|  | 18세                                       |
|  | 주인공 (남자) (이름이 설정되어 있지 않다.) |
|  | 하늘 (Haneul, 남자)                        |
|  | 다혜 (Da-hye, 여자)                        |

|  | 19세                  |
|  | 다미 (Da-mi, 여자)    |
|  | 정아 (Jeong-ah, 여자) |
|  | 사오리 (Saori, 여자)  |

## 인터페이스

### 키 조작
괄호 안 숫자는 대신 누를 수 있는 숫자버튼이다.
- OK (5) : 선택
- CLR : 메뉴호출
- 상 (2), 하(8) : 메뉴 및 선택지에서 항목 이동

### 화면
화면은 세 부분으로 나뉜다.
- 맨 윗 부분은 날짜를 표시하는 부분이다.
- 가운데 부분은 현재 배경과 상대 캐릭터 또는 이벤트 화면을 보여준다.
- 아랫 부분은 대화 내용을 표시하는 부분이다.

## 분기별 역할
아래와 같은 선택지만 게임의 흐름을 바꾸고, 나머지는 엔딩 결정을 위한 점수를 쌓는 역할만을 한다.
|  | 5월 10일 PC방 이벤트에서, |
|  | ‘야. 그냥 가자.’를 고르면 정아에게 들키고 엔딩 시점에 다혜와 사오리 중에서 고를 수 있다. |
|  | ‘사실은 말이야. 쟤 내가 아는 애야.’를 고르면 정아에게 들키지 않는다. |
|  | \| \| 5월 21일 전화 통화 이벤트에서, \| \| \| 참고: 5월 10일 정아에게 들키면 이 이벤트가 발생하지 않는다. \| \| \| ‘아뇨. 그 날 선약이 있어서요.’를 고르면 다음날 다미와 사오리를 고를 수 있다. \| \| \| ‘예. 괜찮습니다.’를 고르면 다음날 다미와 정아와 사오리를 고를 수 있다. \| |
|  | 5월 21일 전화 통화 이벤트에서, |
|  | 참고: 5월 10일 정아에게 들키면 이 이벤트가 발생하지 않는다. |
|  | ‘아뇨. 그 날 선약이 있어서요.’를 고르면 다음날 다미와 사오리를 고를 수 있다. |
|  | ‘예. 괜찮습니다.’를 고르면 다음날 다미와 정아와 사오리를 고를 수 있다. |

## 엔딩
엔딩은 모두 10개가 존재한다.
|  | 다혜                                                                          |
|  | 해피: 주인공의 고백을 기다렸다면서 미소를 지으며 고백을 받아들인다.           |
|  | 배드: 주인공과는 그냥 친구사이일 뿐이라며 고백을 거절한다.                    |
|  | 참고: 플러스 버전에서 다혜 해피 엔딩은 감동을 받아 우는 장면으로 바뀌어 있다. |

|  | 다미                                                               |
|  | 해피: 주인공의 고백에 순간 놀랐다가 이내 고백을 받아들인다.        |
|  | 배드: 주인공이 정아랑 데이트를 한 사실을 폭로하며 고백을 거절한다. |
|  | 노말: 주인공의 정체를 알고는 다음 해에 생각해 보겠다고 한다.       |

|  | 정아                                                        |
|  | 해피: 갑자기 주인공에게 기습 키스를 하며 고백을 받아들인다. |
|  | 배드: 그동안 주인공을 농락했다고 밝히고 고백을 거절한다.    |

|  | 사오리                                              |
|  | 해피: 갑자기 주인공에게 안기며 고백을 받아들인다.   |
|  | 배드: 일본 남자를 더 좋아한다면서 고백을 거절한다.  |
|  | 배드: 그냥 친구사이로만 지내자면서 고백을 거절한다. |